# Dipoena granulata
Dipoena granulata là một loài nhện trong họ Theridiidae.
Loài này thuộc chi Dipoena. Dipoena granulata được Eugen von Keyserling miêu tả năm 1886.